# Iron Range National Park
Iron Range National Park är en park i Australien. Den ligger i delstaten Queensland, omkring 1 900 kilometer nordväst om delstatshuvudstaden Brisbane. Iron Range National Park ligger 108 meter över havet.
Trakten är glest befolkad.
I omgivningarna runt Iron Range National Park växer i huvudsak städsegrön lövskog. Genomsnittlig årsnederbörd är 1 293 millimeter. Den regnigaste månaden är mars, med i genomsnitt 377 mm nederbörd, och den torraste är augusti, med 3 mm nederbörd.